# Listen (Бейонсе)
«Listen» — перший сингл з альбому Dreamgirls: Music from the Motion Picture (2006), B'Day (2006) & Irreemplazable (2007). Продюсерами синглу виступила група The Underdogs.

## Список композицій
- US CD Single:

1. «Listen» (Album version) — 3:39
2. «Listen» (Instrumental) — 3:37

- International CD single:

1. «Listen» — 3:37
2. «Irreplaceable» (DJ Speedy remix) — 4:17